# دلب واخاكي
الدلب الواخاكي (باللاتينية: Platanus oaxacana) نوع من الأشجار المعمرة متساقطة الأوراق، يتبع جنس الدلب من الفصيلة الدلبية (باللاتينية: Platanaceae).

## الموئل والانتشار
الموئل الأساسي للدلب الواخاكي هو ولاية واهاكا في جنوب المكسيك.